# Timia komarowii
Timia komarowii är en tvåvingeart som beskrevs av Josef Mik 1889. Timia komarowii ingår i släktet Timia och familjen fläckflugor. Inga underarter finns listade i Catalogue of Life.